# Backmanska huset

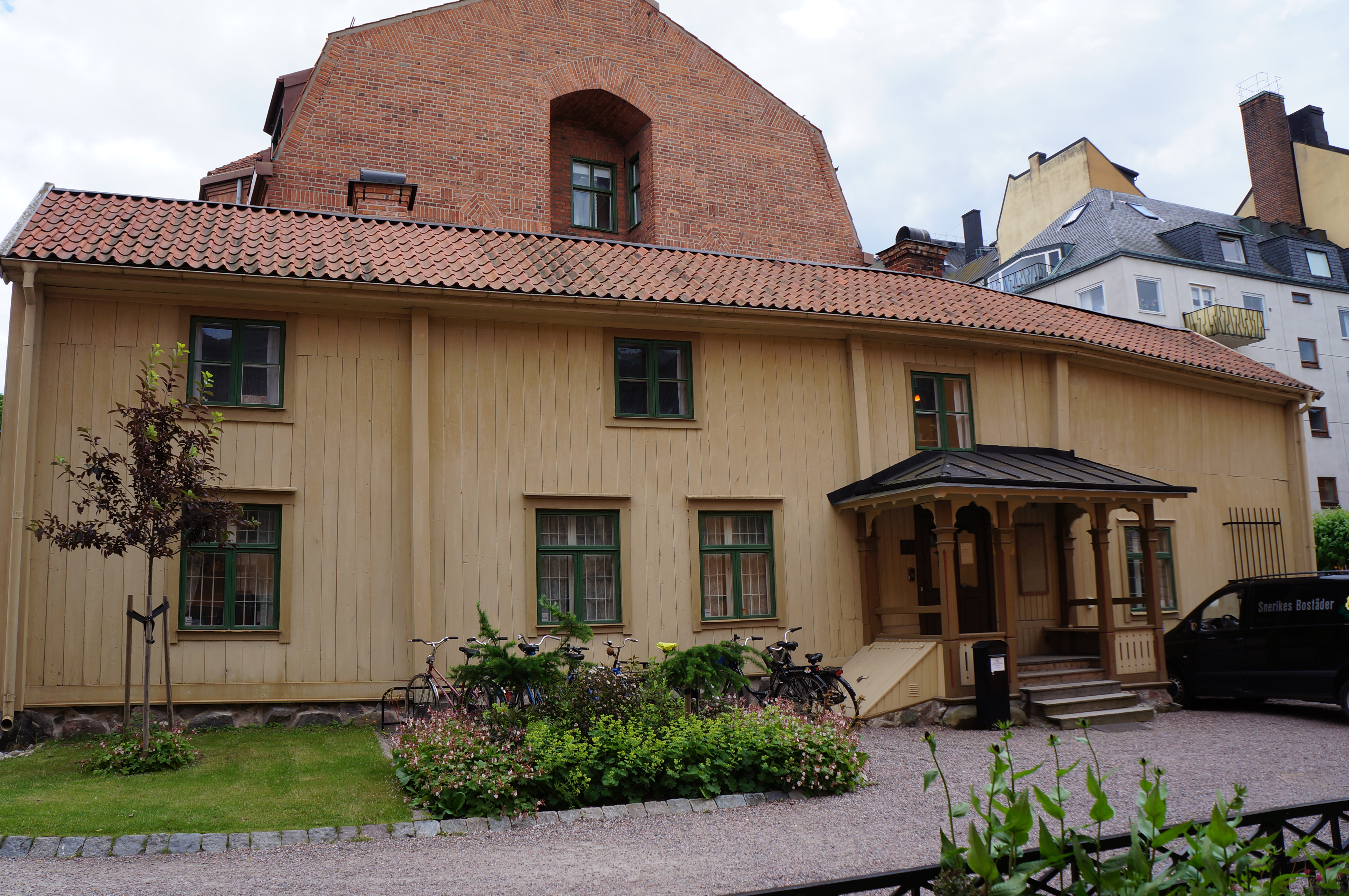
Backmanska huset

Backmanska huset eller Johannes Bures gård är ett tvåvånings trähus på Rundelsgränd 3 i kvarteret Fjärdingen i Uppsala.
Huset är en tvåvånings framkammarstuga klädd med stående panel. Byggnaden har dendrokronologiskt daterats till huvudsakligen 1620–1650. Detta gör huset till Uppsalas äldsta bevarade trähus. Takstolarna är något yngre och byggda vintern 1660–1661. Den tillbyggda delen mot Rundelsgränd är yngre, från andra hälften av 1700-talet.
Huset var det enda i kvarteret som klarade den brand som 1809 härjade nordvästra delarna av Uppsala.
I huset bodde i början av 1600-talet Johannes Bureus. Han fick det som donation av Gustav II Adolf år 1630. Han lämnade sedan över gården till sin dotter Katarin Bureus, som var gift med hans lärjunge Johan Henriksson. 1645 köptes gården av Johan Laurbegius, magister och professor i orientaliska språk. 1661 köptes den av Jordan Edenius. Efter hans död ärvdes gården av hans änka som 1672 sålde den till Petrus Aurivilius, professor i filosofi. Han sålde den i sin tur till teologie professor Daniel Djurberg.
Efter Djurbergs änka köpte svärsonen Johan Drissel gården, som därefter ärvdes av sonen Johan Daniel Drissel. 1792 lät Johan Drissel uppföra ett nytt stenhus mot S:t Johannesgatan. Stenhuset förstörs i 1809 års brand.
1859 köpte sonen Johan Daniel Drissel d.y. loss övriga släktingar från gården, och när han dog 1863 testamenterade han den till Anna Katarina Forsmans fyra döttrar. Dessa sålde den till professor och medicine doktor Frans Anton Gustaf Bergman. 1907 ärvde sönerna gården. Dessa sålde den 1912 till sitt eget fastighetsbolag Rosendal, och lät uppföra ett nytt hyreshus i tegel mot S:t Johannesgatan. 1929 tog Martin Edlund över fastighetsbolaget, som 1956 sålde tomten till Södermanlands-Nerikes nation. I huset finns nu nationens bostadsförvaltning.
Backmanska huset utsågs 1993 till statligt byggnadsminne då det är ett av de få välbevarade exemplen på Uppsalas 1600-talsarkitektur, samt för dess kopplingar till Uppsala universitet och framträdande personer vid universitetet. 